# Le Cateau-Cambrésis
Le Cateau-Cambrésis és una comuna en el departament Nord en el nord-est de França. El terme Cambrésis fa referència al Príncep-Bisbe de Cambrai. Limita al nord amb Montay i Forest-en-Cambrésis, al nord-est amb Pommereuil, a l'est amb Bazuel, al sud-est amb Mazinghien, al sud amb Saint-Benin i Saint-Souplet, al sud-oest amb Reumont i Honnechy, a l'oest amb Troisvilles i al nord-oest amb Neuvilly.
Està situada al centre d'una zona verda entre l'antic Comtat d'Hainaut, Cambrai i la regió natural de Thiérache. Le Cateau-Cambrésis es desenvolupa en les vessants de la vall del riu Selle. La ciutat està travessada per la carretera nacional 643 (RD 643), a 22 quilòmetres de Cambrai i a 35 quilòmetres de Valenciennes.
Es pot albirar de lluny les seves dues grans torres, l'església i el campanar, que era una important cruïlla històrica.

## Història
Localitat de la combinació de dos llogarets, Perona i Vendelgies, aquest últim amb una fortalesa de fusta, el castell de Santa Maria (Château Sainte-Marie). Està situat en una ubicació estratègica entre dues vies romans.
L'any 1001, l'emperador Otó III permetré la creació del bisbat de Cambrai per enfortir les defenses del castell Santa Maria i fer una ciutat fortificada on se celebrava un mercat i s'encunyava moneda. En fer-ho, canvia el seu nom en Chastel en Cambrésis, que després es transforma en el seu nom actual.
A l'edat mitjana, els diferents bisbes de Cambrai seguiren una política que permeté a la ciutat un desenvolupament pròsper, tot i diversos setges i destruccions, seguides cada vegada de les corresponents reconstruccions.
Al segle xv, els anglesos van conquerir la ciutat, i la mantingueren en el seu poder fins al 1449, quan els Dunois la recuperaren.
Francesc I hi va estar va el 1521 i novament el 1543. El 1555, els francesos van saquejar la localitat en venjança per haver acollit Carles V del Sacre Imperi Romanogermànic. El 1559, França i Espanya, amb la presència d'Anglaterra, signen un important tractat, que portarà la pau de Cateau-Cambrésis; les converses es van iniciar a l'abadia de Cercamp, però després es van traslladar al castell de Cateau-Cambrésis. Tots tres països estan representats pels seus respectius sobirans, Felip II de Castella, Enric II de França i Elisabet I d'Anglaterra. La pau va consolidar l'hegemonia espanyola.
El 1642, va ser ocupada per les tropes franceses. Lluís XIII de França va desmantellar portes i parets. L'estructura urbana encara conserva el seu pla amb carrers costeruts i estrets que irradia de la zona que va ser una abadia benedictina.
El 1678, la ciutat va quedar vinculada a la corona francesa pel tractat de Nimega. Durant les guerres de la Revolució i l'Imperi, la ciutat fou ocupada el 1793 pels austríacs i el 1814 pels russos que es van assentar allà durant dos anys.
La Primera Guerra Mundial provocà una destrucció important de la ciutat. El 26 d'agost de 1914 la batalla de Cateau enfronta a britànics i alemanys; s'aconseguí endarrerir els avenços de l'exèrcit alemany fet que va permetre que les tropes franceses es preparessin per a la batalla del Marne.
La ciutat es va salvar de destrosses durant la primera batalla de Le Cateau, que va tenir lloc a l'aire lliure. L'octubre de 1918 va patir les bombes angleses, i el contraatac alemany, que van utilitzar gasos tòxics "
Durant la Segona Guerra Mundial, va ser creuada el maig de 1940 per Erwin Rommel i la seva Divisió Panzer, després d'alguns combats a la rodalia i diversos bombardejos aeris. El maig de 1940, al Château du Bois Montplaisir (actualment l'IME) s'ubicà el lloc de comandament de la Direcció de Serveis de Salut del Primer Exèrcit francès.

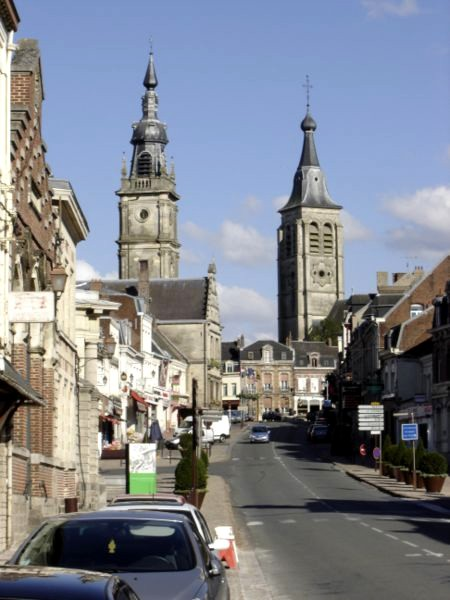
El beffroi de Le Cateau-Cambrésis

## Demografia

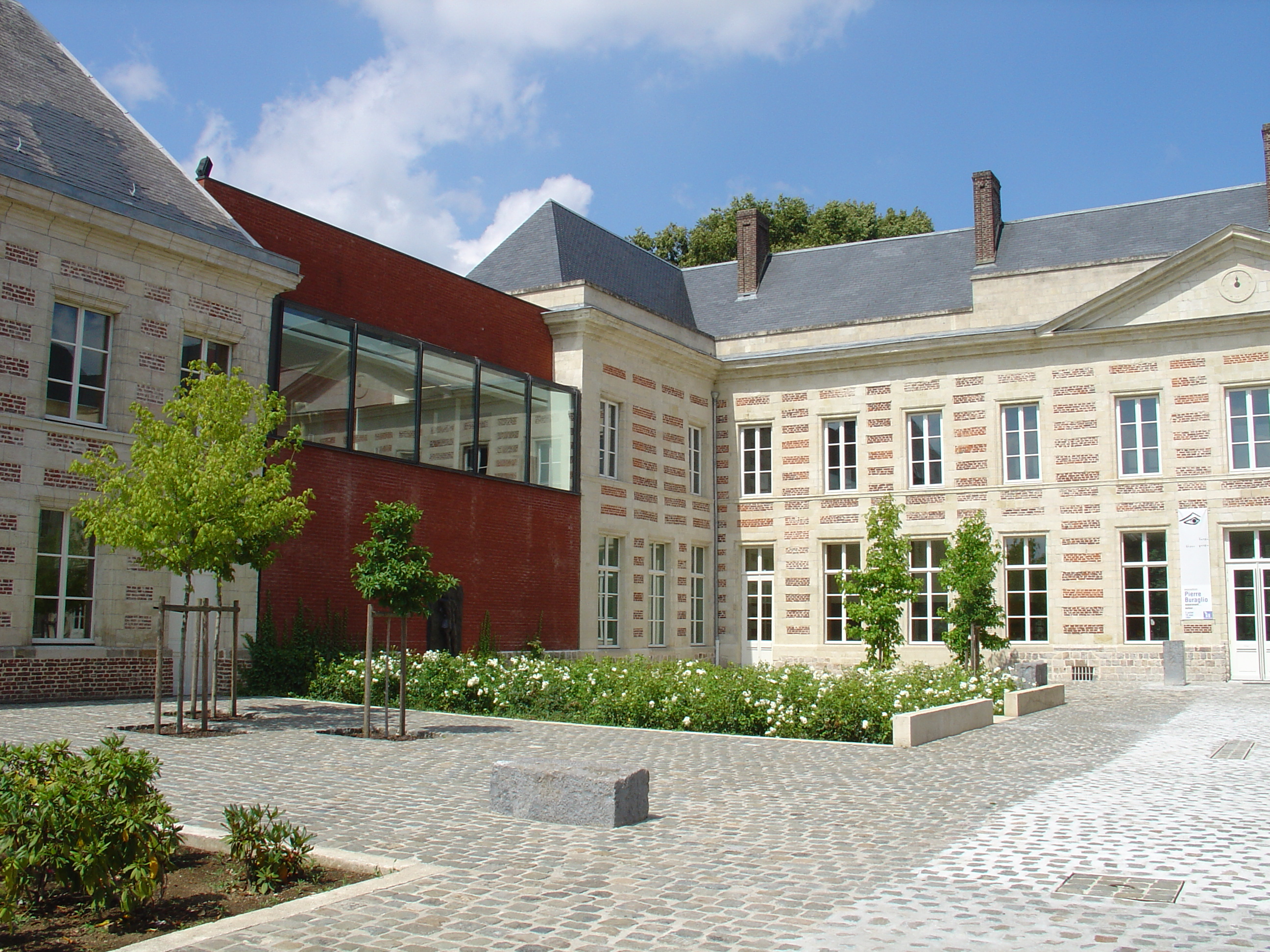
Museu Departamental Henri Matisse

| Evolució de la població Ehess i INSEE |       |       |       |       |       |       |       |       |
| 1793                                  | 1800  | 1806  | 1821  | 1831  | 1836  | 1841  | 1846  | 1851  |
| 4 000                                 | 4 000 | 4 133 | 4 229 | 5 946 | 6 015 | 6 880 | 7 686 | 8 233 |

| 1856  | 1861  | 1866  | 1872  | 1876  | 1881  | 1886   | 1891   | 1896   |
| ----- | ----- | ----- | ----- | ----- | ----- | ------ | ------ | ------ |
| 8 851 | 9 212 | 9 974 | 9 500 | 9 597 | 9 564 | 10 007 | 10 544 | 10 451 |

| 1901   | 1906   | 1911   | 1921  | 1926  | 1931  | 1936  | 1946  | 1954  |
| ------ | ------ | ------ | ----- | ----- | ----- | ----- | ----- | ----- |
| 10 594 | 10 700 | 10 212 | 8 152 | 8 747 | 8 427 | 8 226 | 7 954 | 8 457 |

| 1962  | 1968  | 1975  | 1982  | 1990  | 1999  | 2006 | 2011 | 2016 |
| ----- | ----- | ----- | ----- | ----- | ----- | ---- | ---- | ---- |
| 9 055 | 9 114 | 8 804 | 8 256 | 7 703 | 7 460 | -    | -    | -    |

| 2019 | - | - | - | - | - | - | - | - |
| ---- | - | - | - | - | - | - | - | - |
| -    | - | - | - | - | - | - | - | - |

## Administració
| Període   | Identitat           | Partit |
| --------- | ------------------- | ------ |
| 1977-1983 | Roland Grimaldi     | PS     |
| 1983-1988 | Jean-Pierre Labouré | UDF    |
| 1988-1989 | René Ledieu         | RPR    |
| 1989-1995 | Roland Grimaldi     | PS     |
| 1995-2001 | René Ledieu         | RPR    |
| 2001-     | Serge Siméon        | UMP    |

## Personatges il·lustres
- Henri Matisse